# Korpfisk
Korpfisk (Sciaena umbra) är en salt- och brackvattensfisk i familjen havsgösfiskar som finns utanför Atlantens östra del samt Medelhavet.

## Utseende
En fisk med från sidorna sammantryckt kropp med platt buk och hög rygg. Munnen är lång, och den har två ryggfenor. Dessa tillsammans med stjärtfenan, som har en tvärt avhuggen bakkant, är gula med svarta kanter. Övriga fenor är svarta med vita bakkanter, och kroppen i övrigt är grå med silver- och guldfärgade anstrykningar. Längden uppgår vanligen inte till mycket mer än 28 cm, även om den maximalt konstaterats bli 72 cm lång och väga 4,7 kg, något som emellertid konstaterades vara ett extremvärde i den gjorda undersökningen.

## Vanor
Korpfisken vistas i grunda kustvatten över klipp- och sandbottnar, även om den kan gå ner till 200 m, och kan ofta gå upp i flodmynningars brackvatten. Den lever i mindre grupper, som framförallt är nattaktiva. Under dagen kan den ibland påträffas i sjögräsdungar eller i gömslen i grottor och större klippspringor. Födan består framför allt av kräftdjur som räkan Palaeman elegans och fiskar, men också blötdjur och havsborstmaskar tas. Äldre djur förefaller ta mer fisk och mindre kräftdjur än yngre.
Arten kan bli åtminstone 21 år gammal.
Leken sker vanligtvis i juli och augusti när vattentemperaturen nått över 20°C.

## Utbredning
Utbredningsområdet utgörs av Atlantens östra del från Engelska kanalen via Medelhavet (inklusive Svarta havet) till Mauretanien och tillfälligtvis söderut till Senegal. Ifrågasatta uppgifter finns även från Ghana och Gabon.

## Ekonomisk användning
Korpfisken är framför allt föremål för sportfiske, även om ett mindre, yrkesmässigt fiske också bedrivs, främst i Turkiet. Sedan 2002 har där minskade fångster dock medfört begränsningar i fiskerättigheterna.